# Eleições estaduais no Amapá em 2014
As eleições estaduais no Amapá em 2014 foram realizadas em 5 de outubro, sendo parte das eleições gerais no Brasil. Como nenhum dos candidatos conquistou mais de 50% dos votos válidos, um segundo turno foi realizado em 26 de outubro. Os 455.514 eleitores do estado elegerão o presidente da República, o governador e um senador para o estado, além de vinte e quatro deputados estaduais e oito federais. O atual governador do estado, Camilo Capiberibe, concorreu à reeleição pelo PSB e perdeu. Ele teve como principais adversários Waldez Góes (PDT), Jorge Amanajás (PPS) e Lucas Barreto (PSD). Waldez Góes foi eleito com 60,58% dos votos válidos o novo governador do Amapá.

## Contexto

### Eleição de 2010
Em 31 de outubro de 2010, no segundo turno das eleições de 2010, Camilo Capiberibe tornou-se o sétimo governador do estado do Amapá após derrotar o então candidato do PTB Lucas Barreto. Com a vitória, Capiberibe trouxe o Partido Socialista Brasileiro de volta ao poder executivo estadual após oito anos. A campanha foi dominada por temas morais, como a corrupção, em razão da Operação Mãos Limpas que prendeu, em setembro do mesmo ano, o ex-governador Waldez Góes, o governador Pedro Paulo Dias, o prefeito de Macapá Roberto Góes e outros políticos locais. O candidato Lucas Barreto foi acusado de apoiar a corrupção e teve seu nome envolvido no escândalo dos atos secretos. Como consequência, a abstenção no segundo turno superou a marca de 81 mil de eleitores. Além disso, a polarização entre PDT e PSB presente na política local desde 1998 se viu ameaçada pela votação expressiva em Lucas Barreto, que acabou indo para o segundo turno como o candidato mais votado. Dos 16 prefeitos do estado, Camilo Capiberibe contou com o apoio de apenas três, mesmo assim, conseguiu se eleger com mais de 53% dos votos válidos (o que representa mais de 170 mil votos), sendo esta a maior votação obtida por um candidato ao governo do Amapá.

### Primeiros anos do governo Camilo
Em 2011, a economia amapaense cresceu de R$ 8.2 bilhões para R$ 8.9 bilhões. Na área política, as sucessivas trocas de secretários estaduais desgastaram a imagem do governo. Os ex-secretários da saúde Evandro Gama, Edilson Pereira e Lineu da Silva Facundes além do secretário-adjunto Robério Monteiro de Souza foram denunciados pelo Ministério Público por manterem contratos sem licitação. Ainda segundo o MP, os empresários Francisco Odilon Filho, Charles Gomes de Jesus e Diego Soares de Castro, que se beneficiaram da falta de licitação, também respondem à Ação Civil Pública.
No ano de 2012, o governo Camilo enfrentou uma das maiores greves na área da educação da história do Amapá. Os professores da rede estadual de ensino deflagraram a paralisação em busca de um aumento salarial de 20% (o que contemplaria o Piso Nacional da Educação). O governo ofertou proposta de mais de 16%, o que foi rejeitado pela categoria. A greve durou mais de 60 dias e a Secretaria da Educação chegou a determinar o corte das gratificações dos professores. Durante este período, um pedido de impeachment do Governador Camilo Capiberibe foi protocolado na Assembleia Legislativa. O pedido alegava que o governador desrespeitou a Lei Nacional do Piso. Em setembro do mesmo ano, um novo pedido de impeachment foi apresentado contra o governador alegando improbidade administrativa e crime de responsabilidade.
No final de junho de 2013, ocorreram no Brasil as maiores manifestações populares da história. No Amapá, os manifestantes voltaram sua pauta de reivindicações para temas como corrupção, melhorias na saúde pública, na educação e contra a alta dos preços dos produtos, causada pela inflação. Conforme as manifestações foram se tornando cada vez mais violentas a partir de julho, a participação popular nos protestos acabou diminuindo. Atos de vandalismo e quebra-quebra se tornaram comuns e o patrimônio público acabou sendo depredado. Após os protestos de 2013, uma pesquisa realizada pelo instituto Ibope mostrou que a rejeição de Camilo chega a 73%, sendo a terceira mais alta do país. A aprovação pessoal do governador é de apenas 26%, superando apenas os governadores do Distrito Federal e do Rio Grande do Norte.

### Relação da mídia com o governo
O ex-senador Gilvam Borges (PMDB) passou a veicular em seus meios de comunicação (TV Tucuju, rádio Tarumã e rádio 102 FM) o programa Opinião com Gilvam Borges, que criticava a gestão de Camilo Capiberibe e enaltecia suas qualidades. O Diretório Regional do Partido Socialista Brasileiro fez uma representação contra Gilvam e conseguiu duas liminares que impediam a veiculação do programa, sob pena de multa individual no valor de R$ 50 mil para cada reincidência. Ao deferir a tutela liminar, o desembargador Agostino Silvério afirmou: "Após assistir ao vídeo da mídia questionada, (...) verifiquei que, em linhas gerais, a publicidade guerreada, superficialmente, se assemelha a possível propaganda eleitoral extemporânea, que, mantida até a apreciação final da lide, pode vir a causar desequilíbrio na corrida ao pleito vindouro, pois a propaganda é protagonizada por Gilvam Borges, que notoriamente é pré-candidato às eleições majoritárias de 2014, tendo inclusive se pronunciado a esse respeito em entrevista na Radio Antena 1 FM, que foi objeto de demanda nos autos da Representação 99-26.2013, julgada procedente por esta Corte". Mais tarde, no plenário do TRE, Borges foi condenado à pagar três multas de R$ 5 mil. Além disso, a proibição de exibição do programa foi mantida por se tratar de propaganda antecipada.
No dia 30 de Outubro de 2013, o senador amapaense João Capiberibe (PSB) denunciou no Plenário do Senado Federal o uso de uma rede de rádios comunitárias no Amapá para caluniar adversários políticos do PMDB. Esses veículos, segundo Capiberibe, pertencem à família do ex-senador Gilvam Borges e "fazem oposição sistemática no Amapá ao governador, Camilo Capiberibe, ao prefeito de Macapá, Clécio Luís, e também ao senador Randolfe Rodrigues", disse o senador. Ainda segundo a denúncia, a família de Borges teria criado associações de moradores de fachada para receber as autorizações para a operação de rádios comunitárias. Todavia, após receberem a outorga, as rádios passaram a funcionar como emissoras comerciais.
 O MZ Portal, um site de notícias local, noticiou em 29 de Novembro de 2013 que a Anatel havia comprovado irregularidades em rede formada por emissoras de Gilvam. Segundo o informe, um inquérito civil foi instaurado pelo Ministério Público Federal a partir de representação sobre possível formação de monopólio pelo Sistema Beija-Flor de Radiodifusão nos estados do Pará, Amapá e Maranhão. A 3ª Câmara de Coordenação e Revisão do MPF pediu que o Ministério das Comunicações tome providências para corrigir as irregularidades.
Em 20 de Fevereiro de 2014, o governador Camilo Capiberibe moveu uma ação judicial contra o jornal A Gazeta alegando que uma matéria publicada pelo jornal seria ofensiva à sua honra. Capiberibe pede, na ação, uma indenização de quarenta salários mínimos e a proibição do diário de publicar qualquer conteúdo que faça referência a ele. A reportagem que acarretou o processo trazia informações sobre a viagem do governador à América Central, em Setembro de 2013. O jornal se pronunciou afirmando que "apenas tratou as informações oficiais com um tom crítico". O advogado de Capiberibe, contudo, afirma que a reportagem teve como objetivo "denegrir e criar opiniões negativas diante das massas acerca da pessoa do governador".

### Articulação das candidaturas
Após as eleições de 2010, na qual Camilo sagrou-se campeão, os partidos de oposição começaram a articular um bloco único de oposição ao governo. Na Assembleia Legislativa, PDT, PP, PSC e outras legendas se declararam opositoras do governo desde o início de seu mandato. Em outubro de 2012, nas eleições municipais, o PSOL, uma sigla de esquerda, que no Amapá é dirigido por um setor mais moderado (a dissidência da APS), tendo um arco de alianças mais amplo que o habitual, conquistou sua primeira prefeitura (Macapá) no estado e tornou-se uma peça-chave no cenário pré-2014. Entretanto, no interior do estado, as legendas de oposição se fortaleceram. No terceiro maior município do estado, Laranjal do Jari, Zeca Madeireiro (PP) foi eleito prefeito, todavia teve seu mandato cassado e Bode Queiroga (PDT) assumiu o cargo. Em Mazagão, Dilson Borges (PMDB) foi eleito prefeito com mais de 30% dos votos. Na segunda maior cidade do estado, Santana, Robson Rocha do PTB foi eleito, derrotando a candidata da coligação PT-PSB.
Após a derrota de Roberto Góes (PDT) na capital do estado, o nome de Waldez Góes se fortaleceu como o "potencial candidato" do partido ao governo. O pré-candidato criou, ao lado de Gilvam Borges e Jorge Amanajás, a "Caravana do Desenvolvimento". A caravana viajou o estado discutindo os problemas e buscando soluções para os municípios do interior. No entanto, a Procuradoria Regional Eleitoral no Amapá obteve liminar que proíbe a realização das caravanas pois entende que os eventos eram uma forma de angariar eleitores.
Paralelamente às articulações de Waldez Góes, Lucas Barreto saiu do PTB e filiou-se ao PSD, visando a candidatura ao governo. Foi eleito vereador de Macapá em 2012 com expressiva votação e passou a compor a Câmara Municipal. Barreto, contudo, informou que sua candidatura ao Palácio do Setentrião só será lançada em meados de Março, no início das desincompatibilizações para as eleições de outubro, a partir de 5 de abril. O candidato busca ainda apoio de partidos tradicionais como o Partido dos Trabalhadores e o Partido do Movimento Democrático Brasileiro e de legendas novas como o Partido Socialismo e Liberdade.
O ex-deputado estadual Jorge Amanajás saiu do PSDB no final de 2012 acusando a direção nacional de ter usado o partido no Amapá como "moeda de troca para viabilizar candidaturas a prefeito em outras capitais". No começo de 2013, Amanajás filiou-se ao PPS e iniciou o diálogo com outras siglas para formar parcerias. Em Março de 2014, em entrevista ao Jornal do Dia, Jorge falou sobre suas articulações políticas: "Temos liberdade de conversar com praticamente todas as vertentes políticas, vemos fazendo isso, nos alinhar com aqueles que tem o posicionamento parecido com o nosso (...). Tudo são fatores que vão converter para a definição em junho."

### Aposentadoria de José Sarney
Desde o final do ano de 2013, rumores indicavam a vontade do senador e ex-presidente José Sarney de se aposentar da vida política e se dedicar exclusivamente à carreira literária. A decisão só foi confirmada por Sarney no dia 23 de junho à presidente Dilma Rousseff, durante uma viagem para o Amapá. Conforme informações da analista política Cristiana Lôbo, a razão da aposentadoria seriam problemas de saúde de sua mulher, a ex-primeira-dama Marly Sarney. Mas a jornalista apurou, nos bastidores do Senado Federal, que o maranhense estava com receio de sofrer uma derrota nas urnas. Ele ocupava o cargo de senador desde 1991, após deixar a presidência da República e transferir seu domicílio eleitoral para o Amapá.

## Mudanças nos colégios eleitorais
Nas eleições de 2010 no Amapá, 420.331 pessoas estavam apta a votar. A população amapaense, todavia, está mudando continuamente e cresce em ritmo mais rápido que outros estados. De acordo com os dados disponibilizados pelo Tribunal Regional Eleitoral do Amapá, atualmente o eleitorado do estado é de 455.514 pessoas, sendo que 58,8% se concentram na cidade de Macapá (268.285 votantes) e 14,7% na cidade de Santana (67.389 votantes). Outros grandes colégios eleitorais são Laranjal do Jari com 26.141 eleitores (5,7% do estado) e Oiapoque com 15.979 pessoas aptas a votar (3,5% do estado). O município com o menor número de eleitores é Pracuuba, com 2.471, o que representa 0,5% do eleitorado amapaense.
O estado será um dos primeiros no Brasil a realizar uma eleição completamente biométrica, ou seja, com urnas eletrônicas que confirmam a identidade do indivíduo automaticamente através de suas impressões digitais. Os estados de Alagoas e Sergipe também terão eleições 100% biométricas em 2014. O cadastramento biométrico é regulamentado no Brasil pela resolução n° 23.335/2011 do TSE e foi utilizado no estado pela primeira vez na cidade de Ferreira Gomes em duas votações simuladas, no ano de 2011. Os eleitores amapaenses representam apenas 0,31% do eleitorado brasileiro e superam apenas o eleitorado roraimense.
| - Amapá (5.548→ 5.301) - Calçoene (6.371→ 6.777) - Cutias (3.482→ 3.358) - Ferreira Gomes (3.599→ 5.436) - Itaubal do Piririm (3.760→ 4.037) - Laranjal do Jari (25.862→ 26.141) - Macapá (243.099→ 268.285) - Mazagão (11.675→ 12.258) | - Oiapoque (15.380→ 15.979) - Pedra Branca do Amapari (5.189→ 7.746) - Porto Grande (10.126→ 11.534) - Pracuuba (2.508→ 2.471) - Santana (63.992→ 67.389) - Serra do Navio (3.226→ 3.079) - Tartarugalzinho (6.930→ 7.055) - Vitória do Jari (9.584→ 8.668) |

## Candidatos

### Ao Governo
As candidaturas foram oficializadas pelos partidos durante as convenções estaduais, que ocorreram entre os dias 10 e 30 de junho de 2014, todavia os principais partidos políticos do Amapá deram indicações de quem seriam seus candidatos ao governo antes mesmo das convenções:
- Camilo Capiberibe (PSB): Em 21 de junho de 2014, durante a convenção estadual, o PSB lançou candidatura a reeleição de Camilo Capiberibe,[29] enquanto seu vice será Rinaldo Martins, indicado pelo PSOL.[30] As articulações políticas giram em torno da manutenção do apoio do Partido dos Trabalhadores (PT). Capiberibe quer reforçar seu nome na corrida eleitoral e reverter o desgaste sofrido durante sua gestão.[31]
- Waldez Góes (PDT): Em 27 de junho de 2014, o PDT chancelou o nome do ex-governador Waldez Góes como candidato ao governo do estado. Góes, que é o presidente do partido no estado, disse que a Operação Mãos Limpas não deve afetar a opinião do eleitorado no pleito deste ano. O partido recebeu o apoio do Partido Progressista (PP), que indicou Papaléo Paes como vice na chapa. Além deste, o PMDB também declarou apoio à candidatura.[32]
- Lucas Barreto (PSD): Em 28 de junho de 2014, o Partido Social Democrático definiu que o vereador de Macapá será candidato ao Governo. O presidente nacional do partido, Gilberto Kassab, comentou o lançamento da candidatura: "Lucas Barreto, que vive e conhece todos os rincões deste Estado maravilhoso, tem a experiência necessária e está compromissado com as mudanças que a sociedade amapaense quer e merece".[31] O vice é o advogado Wagner Gomes, do Solidariedade.[31]
- Jorge Amanajás (PPS): Em 29 de junho de 2014, o ex-deputado estadual foi escolhido para disputar as eleições deste ano. Amanajás, que já foi deputado estadual por três vezes e concorreu ao governo em 2010 pelo PSDB, filiou-se ao PPS no início de 2013 com o objetivo principal de concorrer novamente ao executivo do Amapá. A vice é Daiana Ramos, do PMN. A coligação recebeu a adesão de oito partidos, dentre eles o PTB, PPL e o PTC.[22][33]
- Genival Cruz (PSTU): No dia 27 de julho de 2014 o ex-presidente do Sindicato dos rodoviários foi escolhido para ser candidato ao governo.[34] Cruz saiu fortalecido das eleições municipais de 2012, nas quais recebeu mais de 3% dos votos e superou o então candidato e deputado federal do PC do B Evandro Milhomem.[31] O diretório nacional do partido lançou em seu site um texto de divulgação da candidatura de Genival.[35]
- Bruno Mineiro (PTdoB): Em 27 de junho de 2014, o deputado estadual Bruno Mineiro foi confirmado como candidato ao governo do estado. Bruno tem o apoio de seis partidos, dentre eles o PV, o PROS, o PRB e o Partido Humanista da Solidariedade (PHS). Segundo o deputado: "Estamos conversando com mais seis legendas. Algumas dessas legendas, para fecharmos a coalizão, dependemos de acertos nacionais".[36] Bruno foi o único candidato a governador filiado ao PTdoB nas eleições estaduais de 2014.
- Décio Gomes (PCB): O Partido Comunista Brasileiro lança pela primeira vez no Amapá candidatura ao cargo de governador. Décio foi escolhido pela legenda e Paulo Gaia é o vice.

| Candidato a Governador | Candidato a vice-governador | Número de Deputados | Coligação                                                                     | Tempo de horário eleitoral |
| ---------------------- | --------------------------- | ------------------- | ----------------------------------------------------------------------------- | -------------------------- |
| Camilo Capiberibe PSB  | Carlos Rinaldo PSOL         | 2                   | Frente Popular a Favor do Amapá PSB, PSOL, PT e PCdoB                         | 4 minutos e 21 segundos    |
| Waldez Góes PDT        | Papaléo Paes PP             | 6                   | A Força do Povo PDT, PP e PMDB                                                | 4 minutos e 19 segundos    |
| Jorge Amanajás PPS     | Daiana Ramos PMN            | 1                   | O Futuro Começa Agora PPS, PMN, ,PRP, PTC, PRTB, PSC, PPL e PTB               | 1 minuto e 59 segundos     |
| Lucas Barreto PSD      | Wagner Gomes SD             | 5                   | Juntos pelo Desenvolvimento, pela Paz e pela Vida PSD, SD, DEM e PSDB         | 4 minutos e 32 segundos    |
| Bruno Mineiro PTdoB    | Aline Gurgel PR             | 6                   | Unidos pelo Amapá Que Queremos PTdoB, PR, PROS, PEN, PHS, PRB, PV, PSDC e PTN | 2 minutos e 52 segundos    |
| Genival Cruz PSTU      | Wilamo Barbosa PSTU         | —                   | Partido Socialista dos Trabalhadores Unificado PSTU                           | 57 segundos                |
| Décio Gomes PCB        | Paulo Gaia PCB              | —                   | Partido Comunista Brasileiro PCB                                              | 57 segundos                |

### Ao Senado
Neste pleito, será disputada apenas uma vaga por estado ao senado, com mandato de 8 anos. Como não há segundo turno para as vagas do legislativo, o candidato mais votado é eleito, não havendo necessidade de se obter mais da metade dos votos. No dia 23 de junho, o senador José Sarney, por meio de sua assessoria, divulgou que não será candidato à reeleição. Na convenção estadual do PMDB-AP, no dia 27 do mesmo mês, o ex-presidente chancelou sua desistência e declarou que "a política está muito desestimulante". Os principais candidatos ao Senado Federal são: Davi Alcolumbre (DEM), Palmira Bittencourt (PTC), Gilvam Borges (PMDB), Raquel Capiberibe (PMN) e Dora Nascimento (PT).
| Candidatos a senador da República | Candidatos a suplente de senador                          | Número | Coligação                                                            | Votos   | Percentual |
| --------------------------------- | --------------------------------------------------------- | ------ | -------------------------------------------------------------------- | ------- | ---------- |
| Davi Alcolumbre DEM               | 1º: Marco Jeovano 2º: José Samuel(Josiel) Alcolumbre      | 255    | Juntos pelo Desenvolvimento, pela Paz e pela Vida PSD, PSDB, DEM, SD | 131.695 | 36,26%     |
| Gilvam Borges PMDB                | 1º: Paulo Batista Guerra 2º: Salomão Alcolumbre Júnior    | 152    | A Força do Povo PDT, PMDB, PP                                        | 124.438 | 34,26%     |
| Moisés Rivaldo PEN                | 1º: Enildo Pena do Amaral 2º: Cleineide Batista           | 511    | Unidos pelo Amapá que queremos PTdoB,PR,PROS,PEN,PHS,PV,PSDC,PRB,PTN | 48.136  | 13,25%     |
| Dora Nascimento PT                | 1º: Manoel Bacelar Souza 2º: Paulo Rocha                  | 131    | Frente Popular a Favor do Amapá PSB, PT, PC do B, PSOL               | 38.919  | 10,71%     |
| Jorvan Nascimento PRP             | 1º: Rodrigo Lima Júnior 2º: Janete Nascimento             | 441    | Partido Republicano Progressista PRP                                 | 7.443   | 2,05%      |
| Palmira Bittencourt PTC           | 1º: Ricardo Alexandre de Souza 2º: Jaira do Socorro Serra | 369    | Partido Trabalhista Cristão PTC                                      | 5.016   | 1,38%      |
| Raquel Capiberibe PMN             | 1º: Hélio Martins e Silva 2º: Clelton Ribeiro Leite       | 333    | Partido da Mobilização Nacional PMN                                  | 3.545   | 0,98%      |
| Paulo Ricardo PSTU                | 1º: Jucimar Dias da Cunha 2º: Sérgio Fernando Moraes      | 161    | Partido Socialista dos Trabalhadores Unificado PSTU                  | 2.558   | 0,70%      |
| Marquinho Abreu PRTB              | 1º: Augusto Rodrigues 2º: Inês Rabelo da Silva            | 280    | Partido Renovador Trabalhista Brasileiro PRTB                        | 1.486   | 0,41%      |
| Ricardo Vilhena PCB               | 1º: Francione Dantas 2º: Elliane Gomes                    | 210    | Partido Comunista Brasileiro PCB                                     | 0       | 0%         |

## Campanha

### Propaganda eleitoral
O Tribunal Regional Eleitoral do Amapá (TRE-AP) declarou, em 6 de julho de 2014, o início oficial da propaganda eleitoral. A partir deste dia está liberada a realização de comícios (sendo necessário informar à autoridade policial com 24 horas de antecedência as informações relativas a local e hora do evento), passeatas, carreatas, distribuição de panfletos e a utilização de caminhões de som (somente das 8 às 22 horas). Os candidatos, entretanto, estão proibidos de distribuir camisetas, bonés, chaveiros, canetas e outros tipos de brindes. Também é vedada a contratação de artistas para animar reuniões eleitorais e o uso de propaganda em outdoors (a Lei eleitoral determina que a propaganda visual não pode ultrapassar quatro metros quadrados). A inauguração de obras e o uso de sites governamentais para propaganda eleitoral estão terminantemente proibidos.
Caso o eleitor comprove alguma irregularidade durante este período de propaganda, deve procurar TRE e o Ministério Público Eleitoral para efetuar suas denúncias. As sanções para quem infringir as regras eleitorais são pagamentos de multas que variam entre R$ 5 mil e R$ 15 mil. O horário eleitoral gratuito só inicia no dia 19 de agosto - momento em que os candidatos apresentam suas propostas no rádio e na televisão. Ele é visto como uma ferramenta-chave de campanha no Amapá, já que a televisão e o rádio são as principais fontes de informação para muitos eleitores. A distribuição do horário eleitoral é esta:
| Programas políticos | Programas políticos                      |
| ------------------- | ---------------------------------------- |
| Televisão           | 50 minutos às 13h e 20h30min diariamente |
| Rádio               | 50 minutos às 7h e às 12h diariamente    |

| Programação                                          | Programação                                | Programação                                                                                     |
| Segundas, Quartas, e Sextas                          | Terças, Quintas, e Sábados                 | Domingos                                                                                        |
| ---------------------------------------------------- | ------------------------------------------ | ----------------------------------------------------------------------------------------------- |
| Candidatos a Governador, Deputado Estadual e Senador | Candidatos a Presidente e Deputado Federal | Sem programas, mas com inserções de 15 ou 30 segundos pelo dia, assim como no restante dos dias |

### Financiamento de campanha
A disputa pelo governo do estado em 2014 será a segunda mais barata do país, só perdendo para a campanha eleitoral do Acre. Os candidatos ao Palácio do Setentrião estimam gastos de aproximadamente R$ 17,01 milhões. Comparando este valor com outros estados da região Norte, percebe-se que os custos da corrida eleitoral amapaense são um dos menores do país. Em Roraima, por exemplo, os candidatos ao Palácio Hélio Campos estimam gastos da ordem de R$ 27 milhões. No Pará, os valores chegam a R$ 64 milhões, e em Rondônia, os cinco candidatos a governador pretendem gastar R$ 80 milhões.
Entre os candidatos amapaenses, a maior previsão de gastos é do governador Camilo Capiberibe (R$ 6,8 milhões) que utilizará o dobro do que desembolsou nas eleições de 2010. Após, vem o candidato Bruno Mineiro (PTdoB), que desembolsará cerca de R$ 5 milhões na disputa eleitoral. Para se eleger pela terceira vez ao cargo, o ex-governador Waldez Góes (PDT) investirá 4,9 milhões de reais em sua campanha e Lucas Barreto (PSD), que concorre pela segunda vez ao governo, gastará R$ 3 milhões. As campanhas mais baratas são as de Décio (PCB) e Genival Cruz (PSTU) que consumirão 200 mil reais e 50 mil reais, respectivamente.
Para o senado, os gastos serão ainda maiores, visto que são dez candidatos à vaga. O deputado federal Davi Alcolumbre (DEM), que concorre pela primeira vez ao Senado, gastará R$ 11 milhões. Ele vem seguido da Coronel Palmira Bittencourt (PTC) que prevê despesas de R$ 10 milhões em sua campanha. Após, vem o ex-senador Gilvan Borges (PMDB), que pretende utilizar R$ 3,9 milhões, e Raquel Capiberibe (PMN) que estima gastos de R$ 3 milhões. A campanha mais barata deverá ser a do professor Paulo Ricardo (PSTU), com R$ 30 mil. O Pastor Jorval (PRP), segundo o TRE, não declarou seus investimentos e será notificado para em 72 horas informar seus gastos.
Ainda de acordo com informações do TRE, os candidatos das eleições proporcionais deverão gastar cerca de R$ 121,1 milhões. Somente a coligação Juntos pelo desenvolvimento, pela paz e pela vida (DEM, PSDB, SDD e PSD) é responsável por metade deste valor (R$ 64,5 milhões). Para as oito vagas de deputados federais, os custos serão de R$ 60,9 milhões e para as vinte e quatro de deputados estaduais, serão investidos R$ 60,2 milhões. Estes limites de gastos devem ser respeitados, pois, caso os candidatos gastem além do que estimam, poderão ser multados em até 10 vezes o valor em excesso e responder por abuso de poder econômico.

### Sistema Beija-Flor fora do ar
No dia 28 de agosto, o Tribunal Regional Eleitoral do Amapá concedeu liminar determinando a suspensão do sinal de todas as emissoras de rádio e televisão do Sistema Beija-Flor de Comunicação até o dia 5 de outubro de 2014. O conglomerado de meios de comunicação é de propriedade de Gilvam Borges, candidato peemedebista ao Senado Federal. Este sistema reúne duas emissoras de TV e dezesseis de rádios e, de acordo com o desembargador Carlos Tork, excedeu o limite da crítica e ao direito de opinião, o que vem causando desequilíbrio no pleito em favor das candidaturas de Waldez Góes (PDT) ao Governo do Amapá, Gilvam Borges (PMDB) ao Senado e Marcos Reátegui à Câmara Federal.
O diretor de Tv Tucuju, uma das emissoras do sistema, Reginaldo Borges respondeu à sentença afirmando que a liminar expedida é "política e manipuladora" e que "em momento algum a emissora excedeu o limite da crítica". A decisão é resultado de uma ação impetrada pela coligação "Frente popular em favor do Amapá", do candidato à reeleição Camilo Capiberibe (PSB). Alguns jornalistas e meios de comunicação reagiram à decisão. O jornal A Gazeta, aliado da família Borges, estampou em sua capa do dia 29 de agosto a notícia tratando o caso como censura. O jornalista Roberto Gato repudiou a decisão e também classificou a liminar como censura. O jornal Tribuna Amapaense colocou o caso em sua capa e afirmou que o desembargador Carlos Tork é "subserviente". Em 31 de agosto, o juiz eleitoral Vicente Gomes revogou a liminar e determinou a volta do sinal do Sistema Beija-Flor até o julgamento do mérito no pleno do TRE. O magistrado justificou a decisão afirmando que os 40 dias de fechamento das emissoras de rádio e TV poderiam causar a demissão dos funcionários do grupo. Contudo, os veículos de comunicação não podem “entrevistar, ouvir, debater, comentar ou mesmo citar nome de qualquer candidato”.

### Operação Mãos Limpas
A Operação Mãos Limpas foi realizada no Amapá em setembro de 2010 e resultou na prisão do ex-governador Waldez Góes, do então governador Pedro Paulo Dias, do então prefeito de Macapá Roberto Góes e de diversos secretários estaduais e outras autoridades. O candidato Waldez, em entrevista à TV Amapá, filiada da Rede Globo, disse que foi vítima de uma "armação política" no período em que estava à frente do governo do estado. A Polícia Federal revelou, através de documentos apreendidos na operação, que recursos da União que eram repassados à Secretaria de Estado da Educação foram desviados em benefício de agentes públicos.
Em 26 de agosto, a 4ª Vara Federal autorizou que o Ministério Público Estadual e o Ministério Público Federal tenham acesso irrestrito aos documentos apreendidos na Operação Mãos Limpas. Segundo o juiz federal Togo Paulo Ricci, "encontram-se nos autos indícios contundentes da prática de infrações ao ordenamento jurídico, os quais, se existentes, lesam gravemente a sociedade e o estado do Amapá". A partir da análise dos arquivos, os promotores e procuradores encontraram uma agenda, na qual estão listados os nomes do ex-prefeito da capital e atual candidato à Câmara dos Deputados Roberto Góes e do ex-secretário especial da Governadoria de Recursos Extraordinários do município Paulo Melém. Segundo o Ministério Público, a agenda contém as anotações sobre a divisão de verba desviada.

### Sistema Beija-Flor desrespeita legislação eleitoral
Em sessão realizada no dia 25 de setembro, o Tribunal Regional Eleitoral do Amapá multou as emissoras do sistema de comunicação por favorecimento das candidaturas de Waldez Góes e Gilvam Borges. Por unanimidade, os juízes entenderam que a Coligação "A Força do Povo" (PDT/PP/PMDB) usou a programação das emissoras para seu favorecimento. Ainda segundo a decisão do tribunal, o pleito eleitoral está sendo desequilibrado por causa da propaganda negativa das emissoras contra Camilo Capiberibe. A decisão ordena que as emissoras sejam  multadas em R$ 5.000 (cinco mil reais) por cada programa ou inserção ou inserção irregular. O descumprimento da decisão ensejará em multa diária e individual de R$ 25 mil.

### Apoios para o segundo turno
No dia 6 de outubro de 2014, o ex-candidato ao governo do Amapá Jorge Amanajás (PPS) declarou apoio à candidatura de Waldez Góes no segundo turno. Segundo Amanajás, esta não é uma decisão solitária, mas "algo decidido em conjunto". No mesmo dia, o governador Camilo Capiberibe publicou em seu Instagram uma foto com o senador Randolfe Rodrigues e confirmou que o pessolista está lhe apoiando no segundo turno das eleições. Em um breve texto, Capiberibe diz: "Feliz de receber este apoio e isso aumenta a minha convicção que no dia 26 de outubro nós vamos para a vitória". O senador Randolfe já havia declarado apoio a qualquer candidato ao governo que disputasse o segundo turno contra Waldez.

## Pesquisas de opinião

### 1° Turno ao Governo
| Período da pesquisa         | Instituto | Candidato         | Candidato           | Candidato               | Candidato             | Candidato            | Candidato           | Candidato         | Branco / Nulo | NS / NR |
| Período da pesquisa         | Instituto | Waldez Góes (PDT) | Lucas Barreto (PSD) | Camilo Capiberibe (PSB) | Bruno Mineiro (PTdoB) | Jorge Amanajás (PPS) | Genival Cruz (PSTU) | Décio Gomes (PCB) | Branco / Nulo | NS / NR |
| --------------------------- | --------- | ----------------- | ------------------- | ----------------------- | --------------------- | -------------------- | ------------------- | ----------------- | ------------- | ------- |
| 01 a 3 de outubro de 2014   | Ibope     | 42%               | 17%                 | 22%                     | 9%                    | 3%                   | 1%                  | 1%                | 1%            | 4%      |
| 09 a 11 de setembro de 2014 | Ibope     | 37%               | 17%                 | 15%                     | 11%                   | 4%                   | 2%                  | 0%                | 7%            | 7%      |
| 14 a 17 de agosto de 2014   | Escutec   | 43,9%             | 12%                 | 14,9%                   | 6,9%                  | 7,1%                 | 2,9%                | 0,9%              | 5,3%          | 6,1%    |
| 08 a 10 de agosto de 2014   | Ibope     | 40%               | 15%                 | 12%                     | 7%                    | 7%                   | 2%                  | 1%                | 9%            | 7%      |
| 29 a 31 de julho de 2014    | R.C.G     | 32,8%             | 11,6%               | 11,4%                   | 6,7%                  | 8,3%                 | 2,3%                | 0,9%              | 6,7%          | 18,8%   |

### 2° Turno ao Governo
| Período da pesquisa        | Instituto | Candidato         | Candidato               | Branco / Nulo | NS / NR |
| Período da pesquisa        | Instituto | Waldez Góes (PDT) | Camilo Capiberibe (PSB) | Branco / Nulo | NS / NR |
| -------------------------- | --------- | ----------------- | ----------------------- | ------------- | ------- |
| 14 a 15 de outubro de 2014 | Ibope     | 58%               | 30%                     | 7%            | 5%      |

### Ao Senado
| Período da pesquisa         | Instituto | Candidato            | Candidato             | Candidato            | Candidato             | Candidato           | Candidato               | Candidato             | Candidato                | Candidato              | Candidato             | Branco / Nulo | NS / NR |
| Período da pesquisa         | Instituto | Gilvam Borges (PMDB) | Davi Alcolumbre (DEM) | Dora Nascimento (PT) | Promotor Moisés (PEN) | Pastor Jorvan (PRP) | Raquel Capiberibe (PMN) | Coronel Palmira (PTC) | Professor Ricardo (PSTU) | Marquinho Abreu (PRTB) | Ricardo Vilhena (PCB) | Branco / Nulo | NS / NR |
| --------------------------- | --------- | -------------------- | --------------------- | -------------------- | --------------------- | ------------------- | ----------------------- | --------------------- | ------------------------ | ---------------------- | --------------------- | ------------- | ------- |
| 01 a 3 de outubro de 2014   | Ibope     | 32%                  | 30%                   | 12%                  | 8%                    | 1%                  | 2%                      | 3%                    | 1%                       | 1%                     | 0%                    | 3%            | 7%      |
| 09 a 11 de setembro de 2014 | Ibope     | 33%                  | 19%                   | 9%                   | 7%                    | 3%                  | 2%                      | 2%                    | 1%                       | 1%                     | 0%                    | 9%            | 14%     |
| 08 a 10 de agosto de 2014   | Ibope     | 31%                  | 20%                   | 5%                   | 5%                    | 4%                  | 3%                      | 2%                    | 2%                       | 1%                     | 0%                    | 10%           | 16%     |

## Resultados

### Primeiro Turno
| Candidato(a)            | Vice                   | 1º Turno 5 de outubro de 2014 | 1º Turno 5 de outubro de 2014 | 2º turno 26 de outubro de 2014 | 2º turno 26 de outubro de 2014 |
| Candidato(a)            | Vice                   | Votação                       | Votação                       | Votação                        | Votação                        |
| Candidato(a)            | Vice                   | Total                         | Porcentagem                   | Total                          | Percentagem                    |
| ----------------------- | ---------------------- | ----------------------------- | ----------------------------- | ------------------------------ | ------------------------------ |
| Waldez Góes (PDT)       | Papaléo Paes (PP)      | 161.550                       | 42,18%                        | 220.256                        | 60,58%                         |
| Camilo Capiberibe (PSB) | Carlos Rinaldo (PSOL)  | 105.445                       | 27,53%                        | 143.311                        | 39,42%                         |
| Lucas Barreto (PSD)     | Wagner Gomes (SD)      | 53.079                        | 13,86%                        |                                |                                |
| Bruno Mineiro (PTdoB)   | Aline Gurgel (PR)      | 30.135                        | 7,87%                         |                                |                                |
| Jorge Amanajás (PPS)    | Daiana Ramos (PMN)     | 27.045                        | 7,06%                         |                                |                                |
| Genival Cruz (PSTU)     | Wilamo Barbosa (PSTU)  | 5.306                         | 1,39%                         |                                |                                |
| Décio Gomes (PCB)       | Paulo Gaia (PCB)       | 455                           | 0.12%                         |                                |                                |
| Total de votos válidos  | Total de votos válidos | 383.015                       | 93,91%                        | 363.567                        | 79,8%                          |
| → Votos nulos           | → Votos nulos          | 20.023                        | 4,91%                         | 20.567                         | 5,29%                          |
| → Votos em branco       | → Votos em branco      | 4.808                         | 1,18%                         | 4.946                          | 1,27%                          |
| Total                   | Total                  | 407.846                       | 89,56%                        | 389.080                        | 85,44%                         |
| Abstenções              | Abstenções             | 47.522                        | 10,44%                        | 66.288                         | 14,56%                         |
| Total de inscritos      | Total de inscritos     | 455.368                       | 100%                          | 455.368                        | 100%                           |